# 5402 Kejosmith
Az 5402 Kejosmith (ideiglenes jelöléssel 1989 UK2) a Naprendszer kisbolygóövében található aszteroida. Eleanor F. Helin fedezte fel 1989. október 27-én.